# Мед-Рівер (Каліфорнія)
Мед-Рівер (англ. Mad River) — переписна місцевість (CDP) в США, в окрузі Триніті штату Каліфорнія. Населення — 361 особа (2020).

## Географія
Мед-Рівер розташований за координатами 40°25′55″ пн. ш. 123°29′33″ зх. д. / 40.43194° пн. ш. 123.49250° зх. д. (40.432015, -123.492427).  За даними Бюро перепису населення США в 2010 році переписна місцевість мала площу 89,75 км², уся площа — суходіл.

## Демографія
Згідно з переписом 2010 року, у переписній місцевості мешкало 420 осіб у 198 домогосподарствах у складі 109 родин. Густота населення становила 5 осіб/км².  Було 347 помешкань (4/км²).
Расовий склад населення:
| - 91,2 % — білих - 2,6 % — корінних американців - 0,2 % — чорних або афроамериканців - 0,2 % — азіатів - 1,7 % — осіб інших рас |

До двох чи більше рас належало 4,0 %. Частка іспаномовних становила 5,0 % від усіх жителів.
За віковим діапазоном населення розподілялося таким чином: 18,1 % — особи молодші 18 років, 65,9 % — особи у віці 18—64 років, 16,0 % — особи у віці 65 років та старші. Медіана віку мешканця становила 50,0 року. На 100 осіб жіночої статі у переписній місцевості припадало 117,6 чоловіків;  на 100 жінок у віці від 18 років та старших — 124,8 чоловіків також старших 18 років.
Середній дохід на одне домашнє господарство  становив 36 300 доларів США (медіана — 33 947), а середній дохід на одну сім'ю — 41 888 доларів (медіана — 34 671). За межею бідності перебувало 29,9 % осіб, у тому числі 47,0 % дітей у віці до 18 років та 21,4 % осіб у віці 65 років та старших.
Цивільне працевлаштоване населення становило 144 особи. Основні галузі зайнятості: освіта, охорона здоров'я та соціальна допомога — 33,3 %, сільське господарство, лісництво, риболовля — 19,4 %, фінанси, страхування та нерухомість — 18,1 %.